# DecembeRadio
DecembeRadio é uma banda de rock cristão norte-americana, formada em [2003] em Christiansburg, Virgínia. É composta pelo baixista e vocalista Josh Reedy, pelo guitarrista Brian Bunn, pela guitarra rítmica Eric Miker e pelo baterista Boone Daughdrill. A banda ficou assim definida pela entrada de Boone Daughdrill no final de 2005.
Reedy, Bunn e Miker estrearam-se pela banda após uma torné com Billy Wayne Arrington. DecembeRadio lançou dois álbuns independentes no início de 2005. Seguiu-se a assinatura com a gravadora Slanted Records e deu-se a entrada de Daughdrill na bateria. Em Junho de 2006 a banda edita o primeiro álbum de estúdio, DecembeRadio. O disco foi nomeado na categoria "Best Rock Or Rap Gospel Album" na edição nº 49 dos Grammy Awards, e em 2007 ganhou um Dove Awards na categoria "Rock Album of the Year". Depois seguiu-se o segundo álbum de estúdio em Agosto de 2008, Satisfied.
Em termos musicais, a banda tem influências do hard rock e blues-rock dos anos 1970.

## História

### Início
Josh Reedy e Brian Bunn estudaram juntos na mesma escola. Brian Bunn disse numa entrevista: "Que no nosso primeiro ano de liceu, chegaram ao Top 40 em bandas. Tocamos covers de Hootie & the Blowfish e coisas desse género. Mais tarde apercebemo-nos que Deus nos tinha dado este presente, e quisemos utiliza-los para Ele". Realçou Bunn. Então os dois decidiram continuar na música a tempo inteiro após terminarem os estudos no liceu de Auburn, na Virginia.
Após a atuação de abertura do evangelista Billy Wayne Arrington em Dublin, Virginia, Arrington convidou Bunn e Reedy para se juntarem à torné com a sua banda.  Bunn agradeceu a Arrington dissendo: "Estamos a tocar música para Deus, mas na verdade não sabemos porque o fazemos. É mais para sermos "estrelas rock", e só usando-O é que chegaremos lá. Por isso estamos muito agradecidos por tudo".
Eric Miker começou a tocar guitarra aos dezasseis anos quando o pai lhe ensinou algumas notas. Após dois anos na Universidade de West Virginia, Miker sentiu o chamamento na vida cristã. Ele conheceu Bunn e Reedy num encontro da juventude na West Virginia, onde impressionaram os futuros colegas com a música "Sweet Child o' Mine". Mais tarde Miker juntou-se à banda a tempo inteiro, tocando com Arrington durante alguns meses antes de o trio avançar com a sua própria banda. A banda surgiu com o nome devido a Miker ter fotografado um rádio antigo com um calendário por cima aberto no mês de Dezembro.

### 2004 – 2005
DecembeRadio tocou em diversas igrejas e festivais de juventude em 2004 com Bunn como vocalista. Contudo, Bunn contraiu uma virose que paralisou três-quartos das suas cordas vocais, tendo Reedy ficado como vocalista. Mais tarde Bunn ficou bom após ter feito terapia. A banda lançou dois álbuns independentes no inicio de 2005. Noise foi produzido pela banda, seria um álbum de covers em que cada membro contribuiu como vocalista em simultâneo., e Dangerous que possuía nove faixas de originais e a cover "Are You Gonna Go My Way" de Lenny Kravitz.
Boone Daughdrill juntou-se à banda no final de 2005, tendo realizado a torné com Kimberly Perry, Jump5 e ZOEgirl. A banda assinou contrato com a gravadora Slanted Records em Dezembro de 2005.

### DecembeRadio
O álbum de estreia pela Slanted Records foi gravado na Southern Tracks Recording em Atlanta, Geórgia, no início de 2006, com Scotty Wilbanks na produção. O álbum homónimo foi lançado a 27 de Junho de 2006. Teve como primeiro single "Love Found Me (Love’s Got a Hold)". O segundo single foi "Drifter" lançado em Agosto e rapidamente atingiu as tabelas, ficando no final no nº 5 da Billboard Hot Christian Songs a 30 de Dezembro. As diversas datas dos concertos, dividiram-se entre residências para campos de jovens, escolas e igrejas e ainda alguns festivais.
Em Dezembro, a banda foi nomeada para os Grammy Awards na categoria "Best Rock Or Rap Gospel Album". Os membros estavam numa loja de guitarras quando receberam uma chamada do presidente da sua gravadora a dizer: "Estamos um pouco chocados mas honrados por terem recebido a vossa primeira nomeação para um Grammy". Mas a banda não ganhou o prémio, tendo sido entregue a Jonny Lang.
A banda continuou a dar concertos e a lançar singles do álbum DecembeRadio nas rádios no início de 2007, e juntou-se mesmo à torné da banda Superchick, designada Generation Rising Tour entre os meses de Abril e Maio. Depois chegaram mais boas noticias, sendo nomeados para quarto Dove Awards, nas categorias "New Artist of the Year", "Rock Album of the Year", "Dangerous" para "Rock Recorded Song of the Year" e "Drifter" para "Song of the Year", sendo que o seu único prémio ganho seria "Rock Album of the Year".

### Satisfied
A gravação do quarto álbum de estúdio começou em Setembro de 2007, novamente no Southern Tracks Recording. A banda fez uma paragem entre os meses de Outubro de Novembro, para definir a sua torné, que iria contar com as participações de Nevertheless, Superhero e Bread of Stone. Perto do final da torné, a Slanted Records lançou uma edição especial de DecembeRadio, que incluía uma nova faixa. A faixa, "Find You Waiting", chegou à tabela Billboard Hot Christian Songs a 5 de Abril de 2008.
As gravações do quarto disco continuaram no início de 2008, mas as sessões foram interrompidas por mais uma torné, desta vez com a banda Third Day em Março e Abril. No final dessa torné a banda acabou a gravação do álbum,que seria intitulado Satisfied e seria lançado a 26 de Agosto. O disco estreou nos nº 116 e nº 3 da Billboard 200 e Top Christian Albums, respetivamente. Seguiu-se dois meses de paragem, tendo de seguida feita uma promoção do álbum, juntamente com Ruth, Sevenglory e Billy Wayne.
Um EP intitulado Comfort & Joy foi lançado apenas em formato digital a 25 de Novembro de 2008. O EP continha covers de três faixas de Natal: "God Rest Ye Merry Gentlemen", "Run Run Rudolph" de Chuck Berry e uma versão instrumental de "Away in a Manger".

## Influências musicais
A música de DecembeRadio é muito influenciada pelo hard rock e blues-rock dos anos 1970, tendo artistas como referência Aerosmith e The Rolling Stones, ou mais tarde por intérpretes como The Black Crowes e Lenny Kravitz. A gravadora também denota influências de Porcupine Tree, Audioslave e outras bandas de rock contemporâneo. Também a sua música é comparada a U2 e Stone Temple Pilots e King's X. "Nós sentimos que Deus nos chamou para um estilo musical que não é muito representativo. Nós estamos a trazer a velha escola para a nova escola”, diz Josh Reedy.
Alguns dos membros a banda afirmam que os seus familiares estão a incutir-lhes a música rock, através dos antigos discos de vinil.  Boone Daughdrill cita "When the Levee Breaks" como a sua grande influência. "Quando ouvi aquela bateria a tocar … oh! Era miúdo e o meu tio tinha todos os discos de dos Led Zeppelin. Ele também era baterista e sabia que era isso que queria ser".
Brian Bunn e Eric Miker afirmam que Eric Clapton e Keith Richards, respectivamente são as suas fontes de inspiração para escolher a guitarra. O baixista Reedy começou na guitarra e diz que a sua inspiração é "Crossfire" ou "The House Is Rockin'" de Stevie Ray Vaughan. "Eu preferia blues a outro género musical", diz Reedy.

## Membros
- Brian Bunn – guitarra, vocal
- Boone Daughdrill – bateria
- Eric Miker – guitarra, vocal
- Josh Reedy – vocal, baixo

## Discografia
- 2005 - Dangerous
- 2005 - Noise
- 2006 - DecembeRadio
- 2008 - Satisfied
- 2010 - DecembeRadio Live